# كلاي هيغينز
كلاي هيغينز (بالإنجليزية: Clay Higgins)‏ هو مدير أعمال وسياسي أمريكي، ولد في 24 أغسطس 1961 في نيو أورلينز في الولايات المتحدة. حزبياً، نشط في الحزب الجمهوري.

## مناصب
- في انتخابات مجلس النواب الأمريكي 2016، انتخب عضو مجلس النواب الأمريكي عن دائرة Louisiana's 3rd congressional district [الإنجليزية]‏ وقد انضم خلال فترته النيابية [الإنجليزية]‏ (3 يناير 2017 – 3 يناير 2019)  للكتلة البرلمانية الحزب الجمهوري.
- انتخب عضو مجلس النواب الأمريكي (3 يناير 2017 – ).
- انتخب نائب  [لغات أخرى]‏.
- انتخب شريف (2008 – 2016).

## وصلات خارجية
- الموقع الرسمي